# اژدهایان دلتورا
اژدهایان دلتورا (به انگلیسی: Deltora quest) مجموعه داستانی ۴جلدی از امیلی رودا است.
این مجموعه وقایع بعد از مجموعهٔ سرزمین سایه‌های دلتورا را بیان می‌کند.

## نام کتاب‌ها
1. کتاب‌های لانهٔ اژدها، دروازهٔ سایه، جزیرهٔ مردگان، و خواهر جنوب را می‌خوانید.

## داستان

### اژدهایان دلتورا
در اژدهایان دلتورا، سه دوست یکبار دیگر باید دلتورا را نجات دهند، آن هم از دست چهار خواهر که در زمان‌های دور به وسیلهٔ خادمان ارباب سایه‌ها در دلتورا جاگذاری شده‌اند. این چهار خواهر آوازهای سرشار از ناامیدیشان را سالیان سال بر سرزمین دلتورا می‌خواندند که باعث پژمرده شدن غلات و محصولات زراعی و در نهایت قحطی می‌شده‌است. به کمک نقشه‌ای پاره شده و ناقص که توسط دران اژدهادوست بزرگترین کاشف دلتورا کشیده شده‌است، لیف، باردا و جاسمین باید این چهار خواهر را پیدا و نابود کنند و این کار تنها با کمک موجودات کهن دلتورا یعنی اژدهایان صورت می‌گیرد. جالب این است که اژدهایان هم مانند گوهرهای کمربند دلتورا هفت قبیله هستند و هرکدام برای خودشان منطقه‌ای دارند. وقتی هر خواهر و محافظش از بین بروند، تکه بعدی نقشه پیدا می‌شود؛ و همسفران در آخر متوجه می‌شوند که خواهرها در شمالی‌ترین، جنوبی‌ترین، شرقی‌ترین و غربی‌ترین نقطه دلتورا پنهان شده‌اند و این موضوع را جوزف-کتابدار قصر که تاریخچه‌های دلتورا را نجات داده بود-قبل از مرگش سعی می‌کند به لیف بگوید ولی نمی‌تواند. ادامه را در کتاب بخوانید.